# Vrille (outil)
Pour les articles homonymes, voir Vrille.

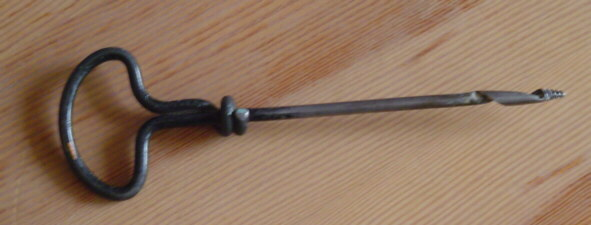
Une vrille.

Une vrille est un outil manuel, avec un embout en spirale, permettant de faire des trous, d'un diamètre lié à la taille de l'outil, dans le bois. C'est une sorte de mèche actionnée à la main.